# アートディンク
株式会社アートディンク（英: ARTDINK CORPORATION）は、1986年に設立された、主にコンピュータゲームを開発・販売などを行う日本の企業。東京都中央区月島に本社を置く。

## 概要
1980年代の設立当時よりPC用ゲームを開発・販売している老舗メーカーで、『A列車で行こう』『Neo ATLAS』『カルネージハート』シリーズなどの、シミュレーションゲームを得意とし、主力商品としている。1990年代初頭の国産PCゲーム興隆期においては国内トップシェアを誇り、1993年からPCエンジン等で家庭用ゲームソフトも提供し始める。以降、PC・家庭用を問わず様々なハードに多くのタイトルを提供し続けており、受託開発及び移植等のデベロッパー業務も積極的に行っている。
社名の由来は"ART"は「作品」、"DINK"は"DI"（2つの）+"NK"（NとK）で2人のN（永浜ともう一人）と2人のK（河西克重、神田英雄の元役員）の4人が会社を創設したことによる。なお、社名自体は現在も設立当時のままだが、社名ロゴデザインは一度変更されている。
元々ゲーム会社を作ろうという意識はなく、永浜と河西らが趣味のために作った開発用のモトローラ用CPUのアセンブラなどを制作していたことが会社設立のきっかけであった。それらのアセンブラなどを試しに売り出した所、評判を得たので、映画産業、防衛庁、百貨店等にそれぞれに勤めていた高校時代の同期4人で起業する事になった。さすがにそれだけでは会社の維持は難しいであろうとなったが、丁度その頃に立ち上がりつつあったコンピューターゲームの市場で商売が出来そうという理由でゲームも手掛ける事となり、製作されたのが初代『A列車』である。『A列車で行こう』はあまりゲームなどには詳しくない河西らがかなりの努力の上で作りあげたものである。
当初は「研究所」のイメージで運営されており、社員が全員白衣を着用していた時期があったという。販売促進はキャンペーンや雑誌広告が主だが、『A5』と『ナビット』『A列車で行こうDS』ではテレビCMが放送された。PC-9801シリーズ用のゲームが主力の時代には、ユーザー登録を行った人間全てにデモディスクを送付していた。
創業より都内～千葉県沿岸部の東京湾周辺にオフィスを構えており、代表作である『A列車で行こうシリーズ』においては美浜区周辺の建造物がモデルとなっている事が多い。3D化以降は海浜幕張周辺の建造物もモデルとなっており、例えばPlayStation版『A列車で行こう5』のデパートに描かれている「D」の看板は、開発当時本社を置いていた美浜区稲毛海岸駅にあるDマート（現在のイオンマリンピア専門館）がモデルとなっている。これは本社ビルと隣接していたため、当時の社員が多く利用していた事による。

## 沿革
- 1986年 - 設立。初代『A列車で行こう』発売。
- 1988年 - 戦略級リアルタイムWSLG『大海令』発売。
- 1990年 - ベストヒットソフトウェア賞シミュレーションゲーム賞を受賞。
- 1991年 - 『A列車で行こうIII』がベストヒットソフトウェア大賞を受賞。千葉市美浜区に本社移転。
- 1992年 - 子会社『株式会社ゼスト』を広告代理業として設立。『A列車で行こうIV』発売。日本ソフトウェア大賞ゲームソフト部門最優秀賞受賞、『for Windows』日経パソコン・ベスト・ソフトWindowsゲーム・ソフト部門タイトル入選。
- 1993年
  - PCエンジン等、家庭用ゲーム事業に参入。
  - 『株式会社ゼスト』出版事業開始。『A列車で行こうIII』北米版『A-TRAIN』を米国その他数カ国で発売。「THE BEST OF 1992」SOFTWARE PRODUCTS賞「BEST STRATEGY GAME OF 1992」の各賞受賞。
  - 千葉市美浜区稲毛海岸駅に本社移転。
- 1994～1996年 - 『ルナティックドーンII』日本ソフトウェア大賞ログイン賞、『アクアノートの休日』日本ソフトウェア大賞エンターテインメントソフト部門優秀賞を受賞。
- 1998年 - 千葉市幕張新都心（海浜幕張）に本社移転。 PC移植作、家庭用オリジナルタイトル多数発売。
- 1999年 - ミドルウェア事業を開始。
- 2000年 - PlayStation 2開発支援ツール「Agatha」発売。
- 2002年 - 東京都中央区月島に本社移転。受託開発事業を本格化。以降、他社タイトル、版権物等多数のキャラクターゲームを開発。

## 開発タイトル一覧

### パソコン用ソフト
- ルナティックドーンシリーズ
- A列車で行こうシリーズ
- 大海令シリーズ
- ハウメニロボットシリーズ[3]
  - ハウメニロボットHOW MANY ROBOT - ロボットを操作し、時限爆弾を解除するシミュレーションゲーム：PC-9801、FM-7（1988年）。
  - HR2 - (超)高層ビル（最大600m）を建てる建築シミュレーション。C言語風（サブセット）の言語で自律的に行動するロボットをプログラミングし、工事を進めていく：PC-9801、1994年｡
- ブリッツシュトラーセ
- 栄冠は君にシリーズ
- 機甲師団シリーズ
- THE ATLASシリーズ
  - THE ATLAS
  - Neo ATLAS
- 関ヶ原
- リバティータウン - 国土交通省監修の元に製作された異色の河川行政シミュレーションであり、通常の販売ではなく大型書店のPCソフトコーナーでのみ販売された。箱庭ゲームではなく、水災害対策や河川環境の大切さを考えるシリアスゲームと言える。
- 天下御免
- トキオ 〜東京都第24区〜：PC-98
- ダブルイーグル
- ビッグオナー
- はなまる工務店：Windows 95、Windows 98
- 地球防衛軍 (アートディンク) - 自律的に行動する8機の宇宙戦闘機を運用し、異星人から太陽系を守るシミュレーションゲーム。戦闘機は設計と簡単なプログラミングが可能である。PC-9801､FM-7用。
- 地球防衛軍II FAR SIDE MOON（ファーサイドムーン）：PC-9801VM以降、X68000
  - ストーリーは前作の続編。月面、火星、木星、土星の4本のシナリオをキャンペーン方式でプレイする。プレイヤーは無人戦闘機（MACS）の設計と、与えた飛行プログラムによるオートパイロットにより、敵機との空中戦を繰り広げる。ゲームの目的は敵基地を撃破することで、輸送機から攻撃ロボット「ポーン」を送り込み、敵基地を防衛するポーンと戦わせる。[4]
  - X68000版はコンピュータウイルスが混入したまま出荷され問題になった[5]。
- ARCTICアークティック - 創業7周年を記念してユーザー登録者限定で発売された『The Best Sellection』に収録された。『A列車で行こう』の原型となるパズルゲーム。PC-9801、FM-7。

### PCエンジン用ソフト
- 栄冠は君に 高校野球全国大会
- A列車で行こうIII
- THE ATLAS

3作品ともWiiのバーチャルコンソールで配信されている。

### PlayStation用ソフト
- A列車で行こうシリーズ
- カルネージハートシリーズ
- アクアノートの休日シリーズ
- ラグナキュールシリーズ
- Neo ATLASシリーズ
- ヴァンピール 吸血鬼伝説
- 右左(U-SA)
- 進め!海賊
- 太陽のしっぽ
- ナビット
- 風のノータム
- ザ・コンビニスペシャル 〜3つの世界を独占せよ〜
- ザ・ファミレス
- ドミノ君をとめないで。
- 伝説のオウガバトル：PlayStation移植版
- タクティクスオウガ：PlayStation移植版
- シムシティ2000：PlayStation移植版
- From TV animation ONE PIECE オーシャンズドリーム！（発売元：バンダイナムコゲームス）

### PlayStation 2用ソフト
- TVware情報革命シリーズ
  - 新世紀エヴァンゲリオン タイピング-E計画
- ルナティックドーンシリーズ
  - ルナティックドーン テンペスト
- A列車で行こう6
- A列車で行こう2001
- 栄冠は君にシリーズ
- 建設重機喧嘩バトル ぶちギレ金剛!!
- Neo ATLAS III
- THE SEED
- BASIC STUDIO パワフルゲーム工房
- ジパング（発売元：バンダイナムコゲームス）
- ONE PIECE ランドランド！（発売元：バンダイナムコゲームス）
- ギャラクシーエンジェルII 絶対領域の扉（発売元：ブロッコリー）
- ギャラクシーエンジェルII 無限回廊の鍵（発売元：ブロッコリー）
- ギャラクシーエンジェルII 永劫回帰の刻（発売元：ブロッコリー）

### PlayStation Portable用ソフト
- 蒼穹のファフナー（発売元：バンダイナムコゲームス）
- ガンダムバトルタクティクス（発売元：バンダイナムコゲームス）
- NARUTO-ナルト- ナルティメットポータブル 無幻城の巻（発売元：バンダイナムコゲームス）
- リサと一緒に大陸横断 〜A列車で行こう〜（発売元：アイディアファクトリー）
  - ライセンスのみ。企画・製作はアイディアファクトリー。
- カルネージハートポータブル（発売元：元気）
- ガンダムバトルロワイヤル（発売元：バンダイナムコゲームス）
- ガンダムバトルクロニクル（発売元：バンダイナムコゲームス）
- ガンダムバトルユニバース（発売元：バンダイナムコゲームス）
- マクロスエースフロンティア（発売元：バンダイナムコゲームス）
- マクロスアルティメットフロンティア（発売元：バンダイナムコゲームス）
- ガンダムアサルトサヴァイブ（発売元：バンダイナムコゲームス）
- カルネージハート エクサ
- AKB1/48 アイドルと恋したら…（発売元：バンダイナムコゲームス）
- AKB1/48 アイドルとグアムで恋したら…（発売元：バンダイナムコゲームス）
- 探偵オペラ ミルキィホームズ（発売元：ブシロード）
- マクロストライアングルフロンティア（発売元：バンダイナムコゲームス）
- AKB1/149 恋愛総選挙（発売元：バンダイナムコゲームス）
- バトルロボット魂（発売元：バンダイナムコゲームス）

### GAMEBOY ADVANCE用ソフト
- ONE PIECE ドラゴンドリーム！（発売元：バンダイナムコゲームス）

### ニンテンドーDS用ソフト
- ぼくらはカセキホリダー（発売元：任天堂）※任天堂、レッド・エンタテインメント、エムツーとの共同制作
- スーパーカセキホリダー（発売元：任天堂）※任天堂、レッド・エンタテインメントとの共同制作
- A列車で行こうDS

### Xbox 360用ソフト
- A列車で行こうHX

### PlayStation 3用ソフト
- AQUANAUT'S HOLIDAY〜隠された記録〜 （発売元：ソニー・コンピュータエンタテインメント）
- 劇場版マクロスF イツワリノウタヒメ Hybrid Pack 収録『マクロストライアルフロンティア』（発売元：バンダイナムコゲームス）
- 劇場版マクロスF サヨナラノツバサ Hybrid Pack 収録『マクロスラストフロンティア』（発売元：バンダイナムコゲームス）
- 超時空要塞マクロス 愛・おぼえていますか Hybrid Pack 収録『私の彼はパイロット2012』（発売元：バンダイナムコゲームス）
- マクロス30 銀河を繋ぐ歌声（発売元：バンダイナムコゲームス）
- AKB1/149 恋愛総選挙（発売元：バンダイナムコゲームス）
- ドラゴンボールZ BATTLE OF Z（発売元：バンダイナムコゲームス）
- ソードアート・オンライン -ロスト・ソング-（発売元：バンダイナムコゲームス）

### ニンテンドー3DS用ソフト
- ガンダム ザ・スリーディーバトル（発売：バンダイナムコゲームス）
- A列車で行こう3D

### PlayStation Vita用ソフト
- 機動戦士ガンダムSEED BATTLE DESTINY（発売：バンダイナムコゲームス）
- AKB1/149 恋愛総選挙（発売元：バンダイナムコゲームス）
- 劇場版 魔法少女まどか☆マギカ The Battle of Pentragram（発売元：バンダイナムコゲームス）
- ドラゴンボールZ BATTLE OF Z（発売元：バンダイナムコゲームス）
- ニセコイ ヨメイリ！?（発売元：コナミデジタルエンタテインメント）
- ソードアート・オンライン -ロスト・ソング-（発売元：バンダイナムコゲームス）
- ワールドトリガー ボーダレスミッション（発売元：バンダイナムコエンターテインメント）
- マクロスΔスクランブル（発売元：バンダイナムコエンターテインメント）
- マクロスΔスクランブル　ルンピカ♪サウンドエディション（発売元：バンダイナムコエンターテインメント）
- アクセル・ワールド vs ソードアート・オンライン　千年の黄昏（発売元：バンダイナムコエンターテインメント）
- アイドリッシュセブン　Twelve Fantasia!（発売元：バンダイナムコエンターテインメント）

### Xbox One用ソフト
- SDガンダム バトルアライアンス（発売：バンダイナムコエンターテインメント）

### PlayStation 4用ソフト
- ソードアート・オンライン ゲームディレクターズ・エディション（発売元：バンダイナムコエンターテインメント）
- アクセル・ワールド vs ソードアート・オンライン　千年の黄昏（発売元：バンダイナムコエンターテインメント）
- A列車で行こうExp
- SDガンダム バトルアライアンス（発売：バンダイナムコエンターテインメント）

### Nintendo Switch用ソフト
- A列車で行こう はじまる観光計画
- トライアングルストラテジー（発売：スクウェア・エニックス）
- SDガンダム バトルアライアンス（発売：バンダイナムコエンターテインメント）
- ドラゴンクエストIII そして伝説へ… （HD-2D版）（発売：スクウェア・エニックス）

### Xbox Series X/S用ソフト
- SDガンダム バトルアライアンス（発売：バンダイナムコエンターテインメント）
- ドラゴンクエストIII そして伝説へ… （HD-2D版）（発売：スクウェア・エニックス）

### PlayStation 5用ソフト
- SDガンダム バトルアライアンス（発売：バンダイナムコエンターテインメント）
- ドラゴンクエストIII そして伝説へ… （HD-2D版）（発売：スクウェア・エニックス）

### アーケード
- DCD NARUTO-ナルト- 疾風伝 ナルティメットクロス（発売元：バンダイ）
- DCD NARUTO-ナルト- 疾風伝 ナルティメットフォーメーション（発売元：バンダイ）
- DCD NARUTO-ナルト- 疾風伝 ナルティメットミッション（発売元：バンダイ）

### iOS・Android
- うた☆プリアイランド（配信元：ブロッコリー）
- はじめてのA列車で行こう
  - 相鉄線で行こう（相模鉄道とアートディンクとのコラボレーション）
- ドラゴンクエストビルダーズ アレフガルドを復活せよ

## 関係者
- 永浜達郎：現社長。『A列車シリーズ』の生みの親であり最高責任者。
- 河西克重：現副社長。主に技術系を統括してきた。数多くの代表作をプロデュースする。
- 佐古茂人：元役員。初期の『栄冠は君に』やゴルフゲーム等をプロデュースする。
- 山口洋一（yobotch's）：『the ATLAS』などを手がけ、その後独立しフリップフロップ設立。『トポロ』『ネオアトラス』を手がける。
- 堀口祐一：『ルナティック・ドーンシリーズ』などを手がけ、その後退社。
- 飯塚正樹：『カルネージハート』など。現在も在籍。
- 飯田和敏：『アクアノートの休日』、『太陽のしっぽ』をディレクション後退社、『巨人のドシン』を手がける。2010年よりグラスホッパー・マニファクチュアに在籍。
- 田中圭一：元社員で在籍中も漫画家として活動。『アクアノートの休日2』、『ぶちギレ金剛!!』をプロデュース。